# 小びとの民の結婚式

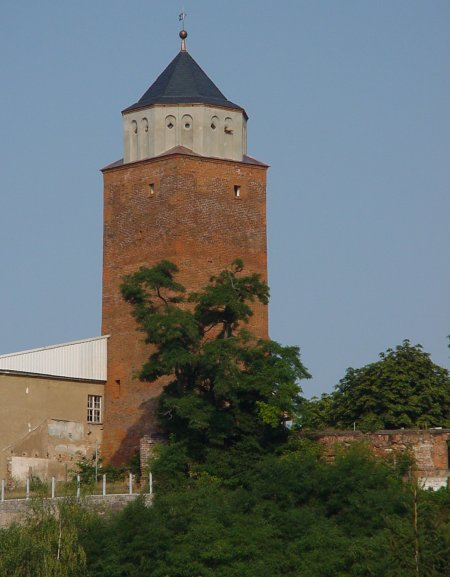
アイレンブルク塔

「小びとの民の結婚式」（こびとのたみのけっこんしき）、「小人の結婚式」（こびとのけっこんしき、原題：Des kleinen Volkes Hochzeitsfest）は、アイレンブルク城砦の伯爵家と小びとたちにまつわるドイツの伝説。
グリム兄弟が『ドイツ伝説集』第31篇として1816年に口承資料をもとにした再話を発表した。
ルートヴィヒ・ベヒシュタイン編著『ドイツ伝説集』（1853）にも第613篇「アイレンブルク伯と小人たち」 として転載される。

## グリム版
グリム伝説集版のあらましは次の通りである。ザクセン州アイレンブルクの小びとの民たちが、結婚式を開催しようとアイレンブルク伯の城に、鍵穴や窓の亀裂などから忍び込み、床に蜘蛛の子のように散らばった。
老伯爵が気配で目覚め、伝令官のような恰好下小びとが歩み寄り、式に参加するように招待した。そのかわり、あくまで伯爵ひとりだけで、他の者たち、使用人たちは野次馬どころか、ちらりと覗き見するのさえ厳禁だと言った。小びとの淑女がやってきて、舞踏の相手をしたが、ちょこまかと動き回り、旋回したり、伯爵は合わせようと必死だった。ランプ持ちが立ち並び、コオロギの音楽が始まった。
すると舞踏がとつぜん停止し、音楽もやんだ。小びとの多くは、四隅に隠れていった。新郎新婦が見上げると、天井の穴から覗く目があった、それは好奇心を抑えきれない老伯爵夫人だった（夫人が上の階に寝ていたので、天井穴から見下ろしていた、あるいはじつは伯爵の天蓋ベッドを「会場」として提供していたのであり、その天蓋の穴か隙間から盗み見たという解釈もできる）。
するとまた伝令官ばりの小びとがやってきて、伯爵に告げた。ただいま別の人間族に見られましたので約束が反故になりました。お気の毒ですが、アイレンブルク家の者は、七人以上の子は持てないことに、あいなりました、と。そして小びとたちはどこかへ消えてなくなった。その呪いは、健在で、一家に七人目の男児が生まれる前に、必ず存命中の六人のうち誰かが死んだ、という。

## 典拠
この伝説は、グリム兄弟の『ドイツ伝説集』所収第31篇「小びとの民の結婚式」として発表されており、口述の話により編纂されている。またルートヴィヒ・ベヒシュタイン『ドイツ伝説集』（Deutsches Sagenbuch, 1853）にも第613篇「アイレンブルク伯と小人たち」 として転載される。
ゲーテは「祝婚歌」（原題：Hochzeitslied、1810年作品集に所収）をグリム以前に作詩しているが、これはエイレンブルク伯爵と小びとたちにまつわる伝説から着想を得ているとされる。 ゲーテは、かなてより"伯爵とドワーフたち der Graf und die Zwerge"の伝説に感銘を受けていて、詩にまとめる何年も前から構想を温めていたとしている。この断片的な言及では、具体的にどのような内容の伝説を指すかは明瞭ではない、とハインリヒ・デュンツァーは解説するが、一例として伝わるアイレンブルク城伝説を挙げる。その話例では、伯爵が城館を結婚式場として使用することをドワーフたちに許したため、ドワーフの事は秘匿するのを条件に、家の繁栄を得る。ところが伯爵が美しく若い妻を連れ返り、老伯爵夫人の好奇心がまさり、ドワーフたちはいなくなってしまう。これはグリムが編纂した話とは内容が相違があると指摘される。
他にも旧東プロイセン領ロイエンブルク（現今のポーランド領 レンボルク）を舞台とした伝説があるが、 ロイエンブルク家（Leuenburg）というのはじつはオイレンブルク（Eulenburg）家の分家が名前を少しかえたものであり、オイレンブルクも、アイレンブルクの旧称だと解説される。

## ハインツェルメンヒェン
ハインツェルメンヒェンは、一般にはケルン市にまつわるものであるが、近年、アイルブルクでは、元祖はこちらだという町おこしが起こっている。
ちなみにデュンツァー（1858年）の解説では、ゲーテが影響を受けたのは、ドワーフ（Zwerge）、ギュートヒェン（Gütchen）、ヴィヒテルヒェン、ハインツェルメンヒェンなど小人から恩恵を受ける説話だとしていた。 
後年、ブルーノ・ロッサ（Bruno Lossa、アルブレヒト・ギールシュのペンネーム）は、1927年「Des kleinen Volkes Hochzeitsfest」を発表、その内容はアイレンブルクのハインツェルメンヒェンとされる。

## 町おこし
2011年、アイレンブルクの町の1050年節を祝して、この伝説を町おこしに採用。マスコットに「ハインツ・エルマン」という（ハインツェルマンに語呂をあわせた）ご当地キャラクターも製作している。ハインツェルメンヒェンをあしらったアイレンブルク広場の噴水はミヒャエル・ヴァイヘが制作、2000年に、町役所の旧噴水の場所に設置された。
また、「ラウシュベルク」（Lauschberg、「聴聞山」の意）と題されたアート・オブジェが、旧アイレンブルク城址の高台に設置されている。金属製のオブジェには音を聞くためのじょうご状のフォーンが七器とりつけられており、ハインツェルメンヒェンが出す音らしかるものや、グリム伝説集のこの説話の朗読が聞こえてくる。オブジェは旧噴水があった場所に置かれたが、そのそばにも簡易宿の「ハインツェルベルゲ Heinzelberge」亭があり、これは「ハインツェルマン」と、民宿を意味する「ハウベルゲ」（Hauberge）にかけた命名である。

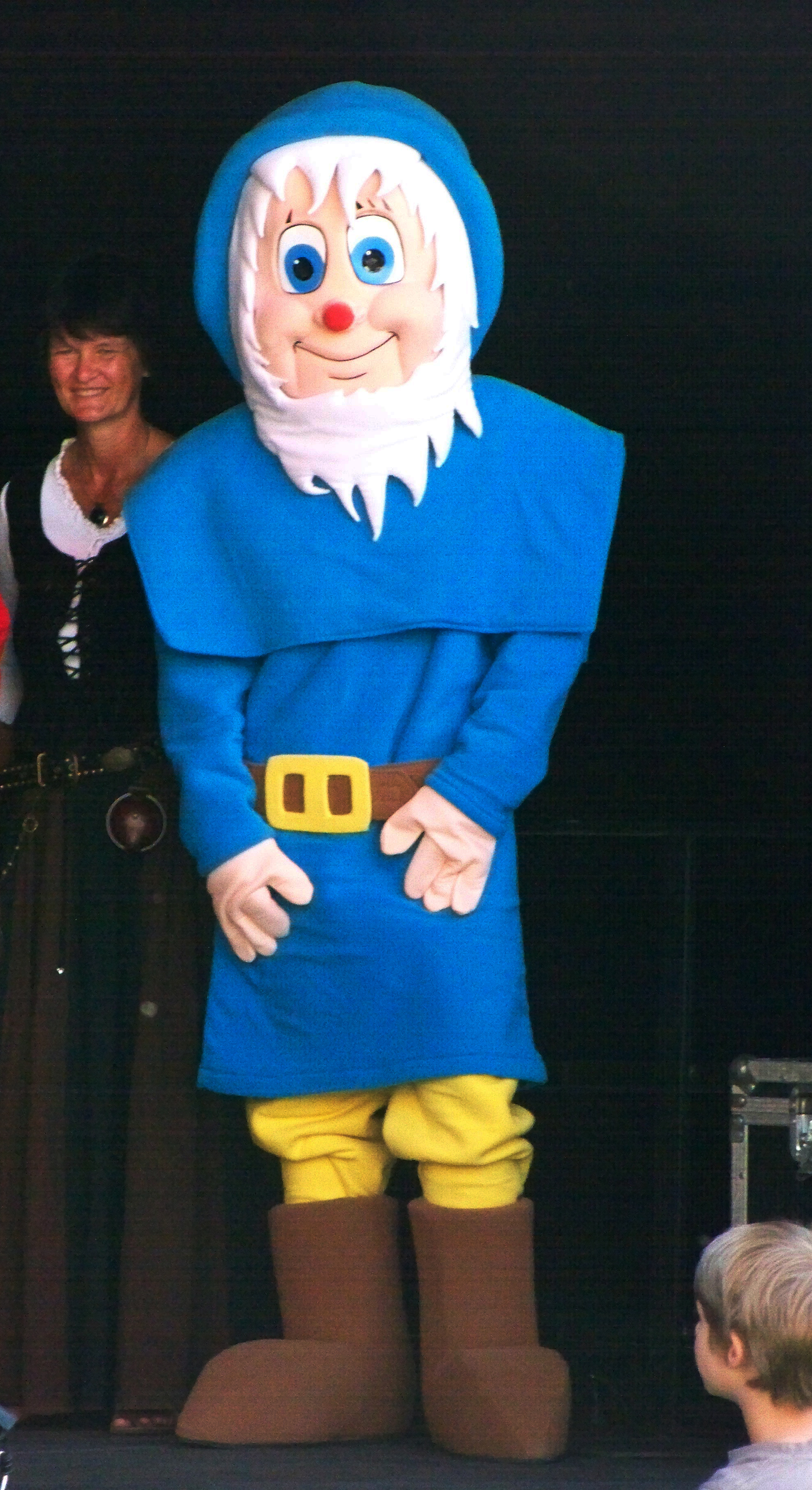
市のマスコットHeinz Elmann
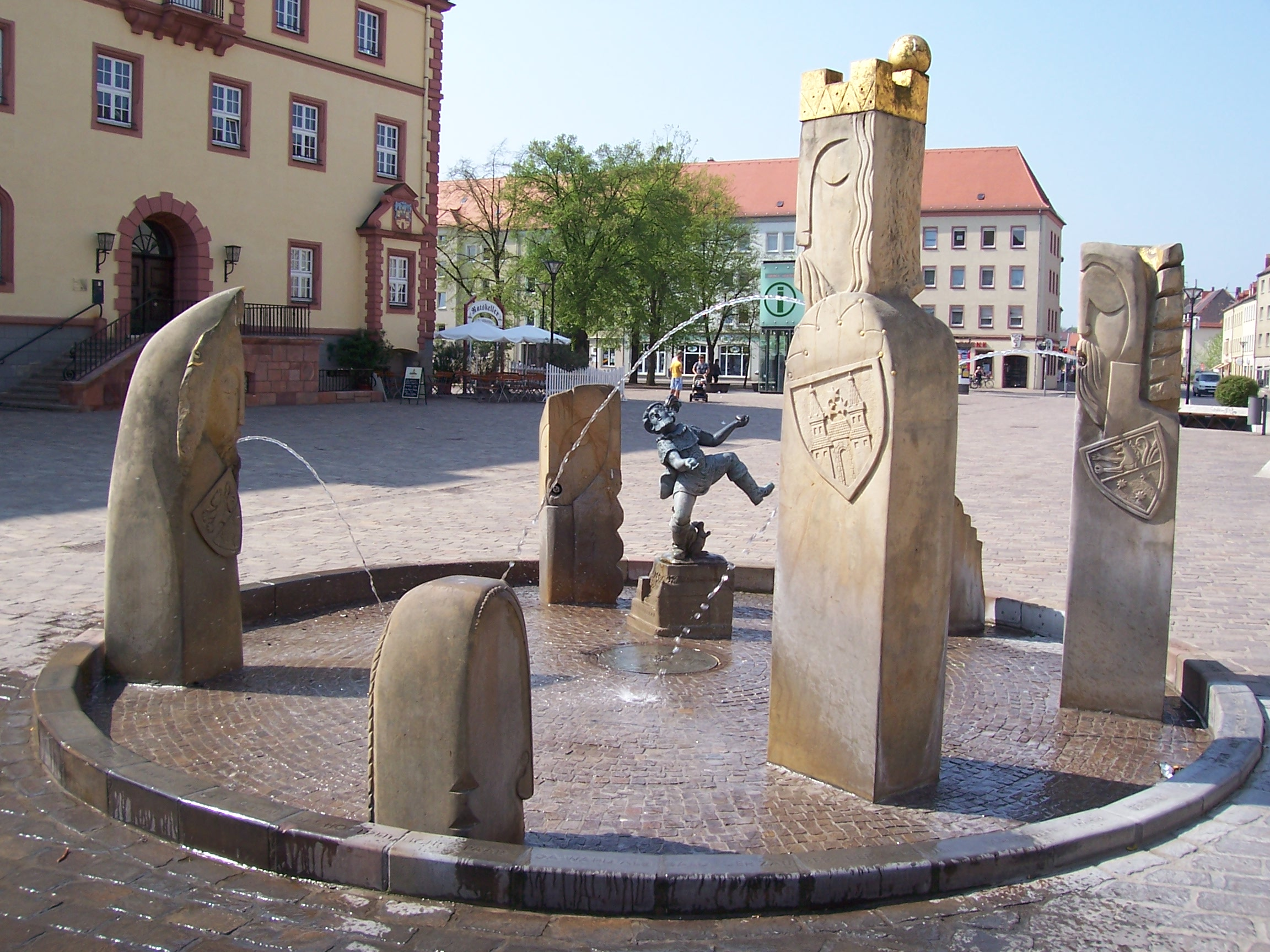
アイレンブルク広場の噴水
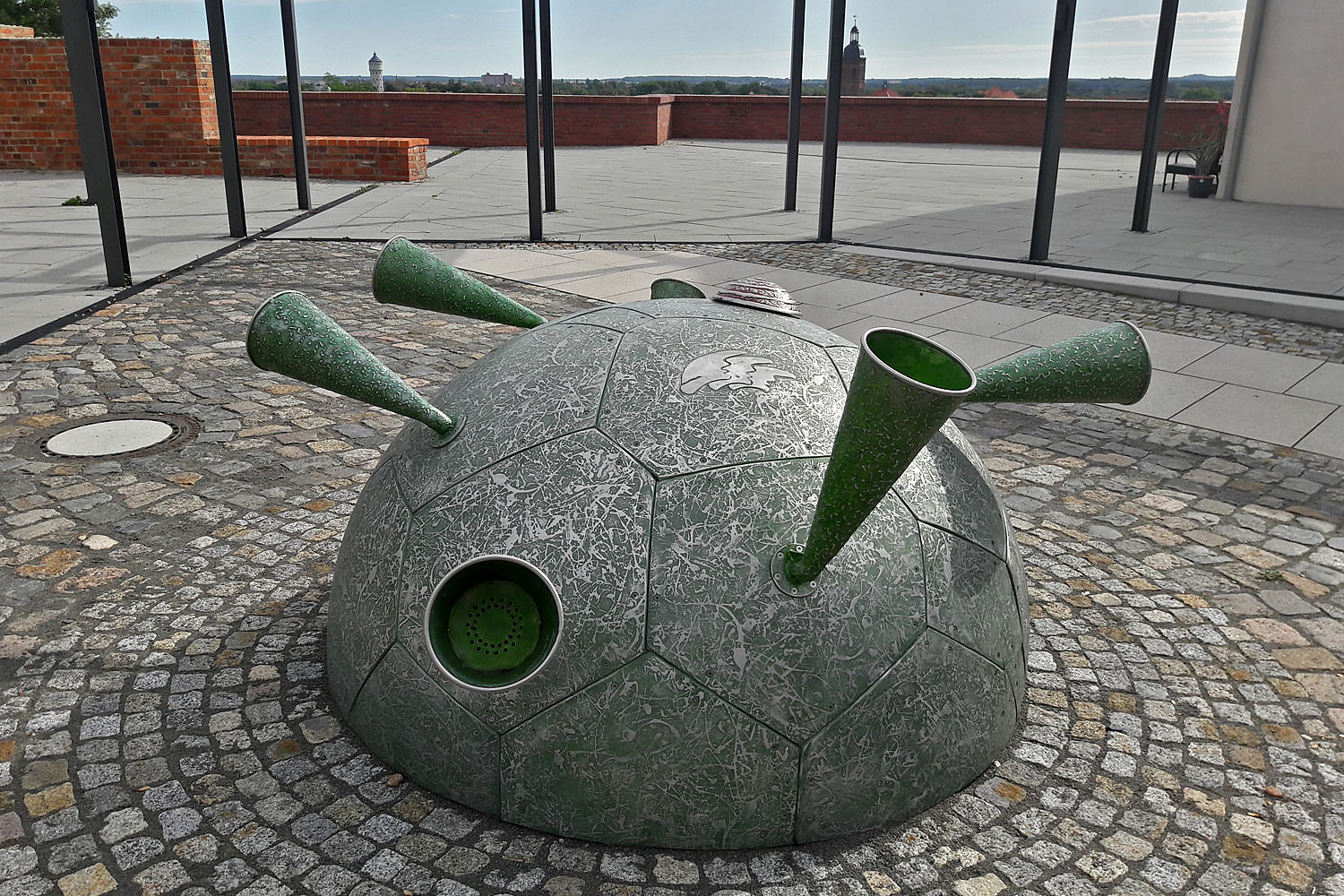
インタラクティヴ系アート作品「ラウシュベルク」
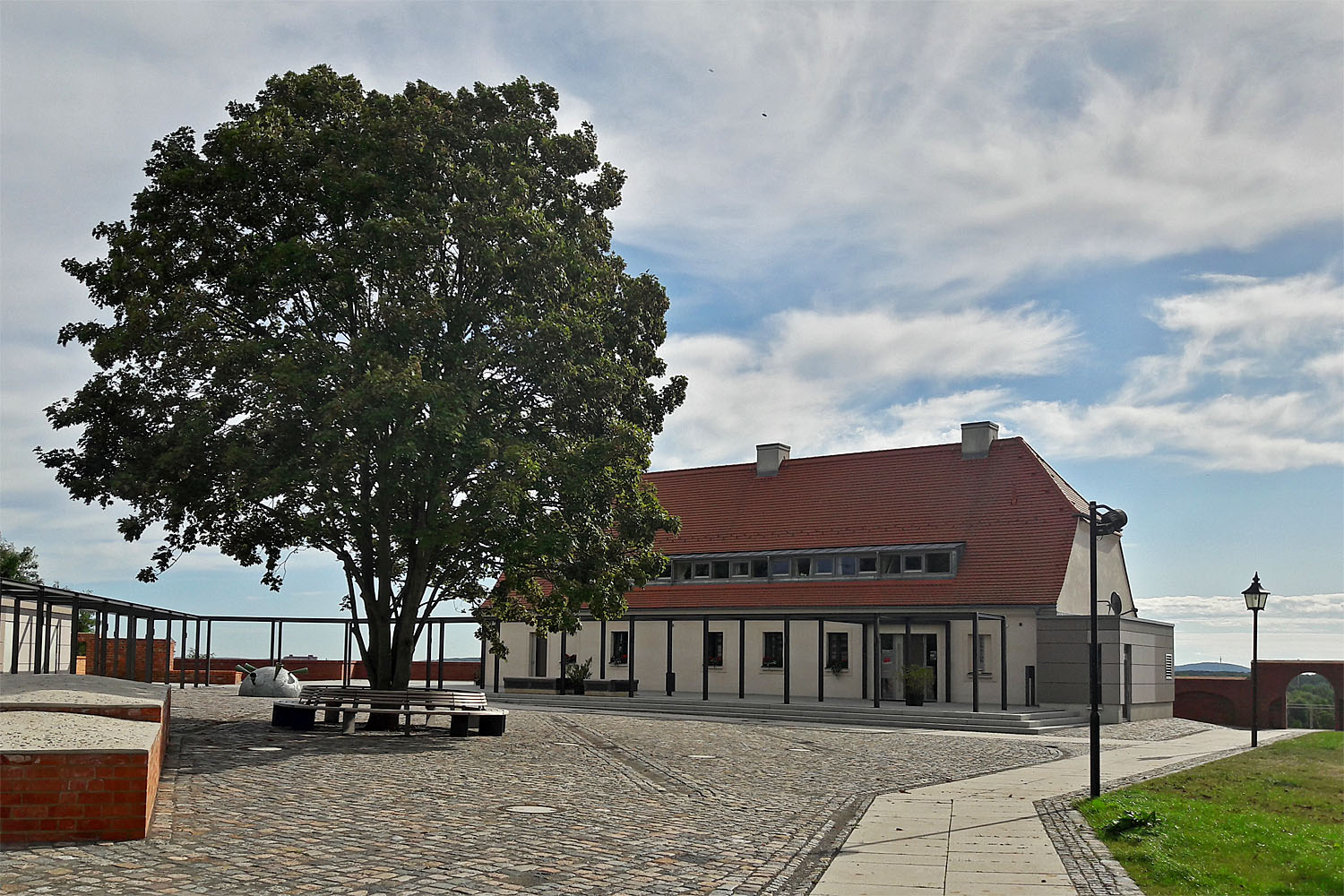
民宿 Heinzelberge